# 쓰루가시
쓰루가시(일본어: 敦賀市)는 일본 후쿠이현에 있는 도시이다. 고대부터 항구 도시로 번성하여 호쿠리쿠 지방과 간사이 지방을 연결하는 위치에 있었으며, 메이지 시대 이후에는 철도를 비롯한 육상 교통의 발달로 교통의 요지가 되었다. 원자력 발전소로 알려져 있으며 다시마가 특산물이다.

## 개요
기후는 계절풍이 강해지는 겨울에도 동해 연안 중에서는 비교적 온난한 편이다. 예로부터 기나이와 호쿠리쿠를 연결하는 호쿠리쿠 가도가 지나고 기나이와 세토 내해로 연결되는 수운을 이용할 수 있는 비와호에서 아라치산을 넘자마자 북쪽에 있기 때문에 교통의 요충지로 여겨졌다. 가도 주변에는 게히 신궁이 자리잡아 몬젠마치가 형성되고 쓰루가항과 함께 발전했다.

## 지리
현재의 쓰루가시는 과거 에치젠국 쓰루가군과 구역이 일치한다.

### 위치
쓰루가시는 와카사만의 가장 안쪽에 있다. 또한  일본에서 동해 연안과 태평양 연안이 가장 근접하는 지역이 쓰루가(와카사만의 가장 안쪽)와 나고야(이세만의 가장 안쪽)를 연결하는 선이다. 비와호 북단에서 시가지까지 20km도 떨어져 있지 않기 때문에 과거에는 몇 차례 비와호와 동해를 연결하는 수로 건설론이 부상했다.

### 지형
전형적인 선상지 지형이며 주위 세 방면이 산으로 둘러싸여 있다. 또 리아스식 해안인 와카사만의 동단에 위치한다. 만은 바다로 들어가면서 급격하게 수심이 깊어지기 때문에 예로부터 양질의 천연 어항으로 유명했다. 이 때문에 평지가 적고 면적의 대부분은 산림이 차지하고 있다.

### 기후
| 쓰루가시의 기후                                              | 쓰루가시의 기후 | 쓰루가시의 기후 | 쓰루가시의 기후 | 쓰루가시의 기후 | 쓰루가시의 기후 | 쓰루가시의 기후 | 쓰루가시의 기후 | 쓰루가시의 기후 | 쓰루가시의 기후 | 쓰루가시의 기후 | 쓰루가시의 기후 | 쓰루가시의 기후 | 쓰루가시의 기후 |
| 월                                                           | 1월             | 2월             | 3월             | 4월             | 5월             | 6월             | 7월             | 8월             | 9월             | 10월            | 11월            | 12월            | 연간            |
| ------------------------------------------------------------ | --------------- | --------------- | --------------- | --------------- | --------------- | --------------- | --------------- | --------------- | --------------- | --------------- | --------------- | --------------- | --------------- |
| 역대 최고 기온 °C (°F)                                       | 18.9 (66.0)     | 20.5 (68.9)     | 24.8 (76.6)     | 30.0 (86.0)     | 33.2 (91.8)     | 36.8 (98.2)     | 37.6 (99.7)     | 37.6 (99.7)     | 36.7 (98.1)     | 31.0 (87.8)     | 26.1 (79.0)     | 21.4 (70.5)     | 37.6 (99.7)     |
| 일평균 최고 기온 °C (°F)                                     | 7.8 (46.0)      | 8.5 (47.3)      | 12.3 (54.1)     | 17.8 (64.0)     | 22.5 (72.5)     | 25.8 (78.4)     | 30.0 (86.0)     | 31.9 (89.4)     | 27.7 (81.9)     | 22.2 (72.0)     | 16.5 (61.7)     | 10.7 (51.3)     | 19.5 (67.1)     |
| 일일 평균 기온 °C (°F)                                       | 4.7 (40.5)      | 5.1 (41.2)      | 8.3 (46.9)      | 13.4 (56.1)     | 18.2 (64.8)     | 22.1 (71.8)     | 26.3 (79.3)     | 27.7 (81.9)     | 23.7 (74.7)     | 18.1 (64.6)     | 12.7 (54.9)     | 7.4 (45.3)      | 15.6 (60.1)     |
| 일평균 최저 기온 °C (°F)                                     | 1.9 (35.4)      | 1.8 (35.2)      | 4.3 (39.7)      | 9.1 (48.4)      | 14.1 (57.4)     | 18.8 (65.8)     | 23.2 (73.8)     | 24.5 (76.1)     | 20.4 (68.7)     | 14.4 (57.9)     | 8.9 (48.0)      | 4.2 (39.6)      | 12.1 (53.8)     |
| 역대 최저 기온 °C (°F)                                       | −10.9 (12.4)    | −10.5 (13.1)    | −9.6 (14.7)     | −1.7 (28.9)     | 2.0 (35.6)      | 7.9 (46.2)      | 13.1 (55.6)     | 14.1 (57.4)     | 8.6 (47.5)      | 2.7 (36.9)      | −1.0 (30.2)     | −6.2 (20.8)     | −10.9 (12.4)    |
| 평균 강수량 mm (인치)                                        | 269.5 (10.61)   | 164.7 (6.48)    | 144.6 (5.69)    | 120.4 (4.74)    | 141.4 (5.57)    | 144.1 (5.67)    | 204.0 (8.03)    | 146.9 (5.78)    | 204.9 (8.07)    | 152.6 (6.01)    | 176.0 (6.93)    | 316.7 (12.47)   | 2,199.5 (86.59) |
| 평균 강설량 cm (인치)                                        | 54 (21)         | 43 (17)         | 7 (2.8)         | 0 (0)           | 0 (0)           | 0 (0)           | 0 (0)           | 0 (0)           | 0 (0)           | 0 (0)           | 0 (0)           | 19 (7.5)        | 126 (50)        |
| 평균 강수일수 (≥ 0.5 mm)                                     | 23.1            | 19.1            | 16.2            | 13.3            | 12.0            | 12.3            | 13.5            | 10.5            | 12.3            | 13.1            | 15.9            | 22.3            | 183.5           |
| 평균 상대 습도 (%)                                           | 73              | 71              | 67              | 66              | 68              | 74              | 75              | 72              | 74              | 72              | 71              | 73              | 71              |
| 평균 월간 일조시간                                           | 62.6            | 81.2            | 131.7           | 166.3           | 184.4           | 139.8           | 153.1           | 202.2           | 147.6           | 145.1           | 111.5           | 72.6            | 1,598.1         |
| 출처: 일본 기상청 (평년값: 1991년~2020년, 극값: 1897년~현재) |                 |                 |                 |                 |                 |                 |                 |                 |                 |                 |                 |                 |                 |

## 인구
| 연도 | 인구   | ±%     |
| ---- | ------ | ------ |
| 1970 | 56,445 | —      |
| 1980 | 61,844 | +9.6%  |
| 1990 | 68,041 | +10.0% |
| 2000 | 68,145 | +0.2%  |
| 2010 | 67,760 | −0.6%  |
| 2020 | 64,264 | −5.2%  |

## 역사
804년에 발해사가 방문해 교역을 했다. 10세기 초까지 마쓰하라 객관이 놓였다. 10세기부터 13세기까지 일송 무역의 거점이 되었다. 에도 시대에는 기타마에선의 기항지로 번창했다. 1871년 폐번치현 이후 오바마현에 속했다 쓰루가현에 속하게 되었다. 1876년에 일시적으로 시가현에 편입되었으나 1881년에 후쿠이현에 편입되었다.
- 1889년 4월 1일 - 쓰루가군 쓰루가정이 성립하였다.
- 1937년 4월 1일 - 쓰루가군 쓰루가정과 마쓰하라촌이 합병해 쓰루가시가 성립하였다.
- 1955년 1월 15일 - 주변에 위치한 쓰루가군 아라치촌, 아와노촌, 도고촌, 나카고촌, 히가시우라촌 등 5개 촌이 쓰루가시에 편입되었다. 쓰루가시 성립 이전의 쓰루가군 전역이 쓰루가시가 되었다.

## 교통

### 철도
- 서일본 여객철도
  - 호쿠리쿠 본선
  - 오바마선

### 도로
- 호쿠리쿠 자동차도
- 국도 8호선
- 국도 27호선
- 국도 161호선
- 국도 162호선
- 국도 476호선

## 자매결연 도시
- 러시아 프리모르스키 지방 나홋카
- 대한민국 강원특별자치도 동해시
- 중화인민공화국 옌볜 조선족 자치주 투먼시
- 미국 워싱턴주 페더럴웨이